# Lineage II
Lineage II ist ein Fantasy-MMORPG. Es ist nach seiner Veröffentlichung am 1. Oktober 2003 sehr populär geworden und hat knapp eine Million Abonnenten weltweit. Es wurde über 18 Millionen Mal verkauft. Seit dem 22. Dezember 2015 ist es dank einer Petition wieder möglich, Chronicle 1 mit modernen Lineage-2-Teilen auf offiziellen Servern in Europa im Abonnement unter dem Namen Lineage 2 Classic zu spielen.

## Übersicht
Lineage II spielt in einer am Mittelalter angelehnten Welt mit mehreren Städten und Inseln. Im Spiel entscheidet man sich für einen Charakter, den man dann in der Spielwelt ausbildet, ausrüstet, erweitert und kämpfen lässt. Zur Auswahl stehen sechs verschiedene Rassen und je zwei Geschlechter: Menschen, Elfen, Dunkelelfen, Zwerge, Orks und die Kamael. Für einen von insgesamt 31 Berufen entscheidet man sich im Laufe des Spieles. Je nach Rasse stehen ab Level 20, 40 und 76 unterschiedliche Möglichkeiten zur Auswahl. Die grundsätzliche Entscheidung für eine Magier- oder Kämpferklasse trifft man bereits bei der Charaktererstellung.

## PvP
Auf «Player vs. Player» («Spieler gegen Spieler») liegt das Hauptaugenmerk von Lineage II. Dennoch hat NCsoft diverse Mechanismen implementiert, die z. B. das so genannte «Looten» (also die Aneignung von Gegenständen, welche sich im Rucksack des getöteten Spielers befinden) verhindern. Mittlerweile gibt es keine Möglichkeit mehr, Gegenstände von Spielercharakteren, die im normalen PvP, also keine Chaotischen Charaktere (Spielercharaktere welche Karma durch Tötungen erhalten haben) sind, getötet wurden, zu looten. Des Weiteren hat jede Tötung eines Spielers negative Auswirkungen auf das Karma des Mörders: Durch das Karma wird man von Stadtwachen angegriffen und kann von anderen Spielern getötet werden, ohne dass diese Karma bekommen. Außerdem: Falls man einen Spieler, welcher Karma besitzt angreift, wird man nicht vom „Flagging“-System betroffen. Dies bedeutet, dass der Spieler, welcher Karma besitzt, sich nicht verteidigen kann, ohne sein Karma weiter zu steigern.
Durch Sterben, «Mobkilling» (ein anderes Wort für Suizid) und durch den Gebrauch von so genannten „Fame“-Punkten, welche man in Belagerungen und anderen PvP-Aktivitäten erhalten kann, wird das Karma wieder abgebaut.
Das gesamte PvP wird außerdem durch ein „Flagging“-System gehandhabt:
Sobald man eine Person, welche kein Karma besitzt, angreift, verfärbt sich der Name des angreifenden Charakters violett. Falls der angegriffene Spieler sich nun verteidigen sollte, würde der Name des Charakters auch violett verfärben. Falls man einen violetten Spielercharakter tötet, erhält man hierdurch kein Karma. Dies macht es möglich, PvP außerhalb der PvP-Arenen zu führen, ohne riesige Mengen an Karma aufzustocken. Falls man einen Spielercharakter ohne Karma, welcher keinen violetten Namen hat, tötet, verfärbt sich der eigene Name rot. Man bekommt Karma und wird dadurch, vorübergehend, ein Chaotischer Charakter.
Zusätzlich gibt es PvP-Arenen, die für alle Spieler frei betretbar sind. Hier können Spieler gegen andere Spieler kämpfen. Neu ist, dass man seit dem Interlude-Update andere Spieler zu einem Duell herausfordern kann. Dabei gehen der unterlegenen Spielfigur keine wertvollen Erfahrungspunkte verloren. Des Weiteren ist es möglich, andere Spielergruppen zu einem Gruppenduell aufzufordern.

## Olympiade
Die Olympiade ist eine Art dauerhaftes PvP-Event in dem jeder Spieler, der mit seiner Mainclass auf mindestens Level 76 ist, seinen letzten Klassenwechsel (Dritte Klasse) erledigt hat, mit seiner Subclass (die man durch den Subclass Quest bekommen kann) Level 75 erreicht hat und mit der Subclass eine bestimmte Quest (Noblesse Quest) vollendet hat, teilnehmen. Es wird in zwei Arten des Kampfes unterschieden zum einen die classbased Kämpfe (Kämpfe, in denen nur Player aufeinander treffen, die dieselbe Klasse, also Beruf besitzen) und Kämpfe ohne Klassenbezug (offene Kämpfe, in denen Player unterschiedlicher Klassen aufeinander treffen). Auf den meisten Servern finden diese von 18:00 – 23:45 Gmt+1 Uhr statt. Der Spieler, der am Ende eines Monats die meisten Punkte in der Liste – die nach Klassen eingeteilt ist – hat, wird zum Hero und bekommt exklusive Herowaffen, Heroskills, Bücher um seine Skills zu verbessern und eine leuchtende Aura, an der jeder sehen kann, dass der Player ein Hero ist. Ein Hero hat meist auf einem Server großes Ansehen.
Außerdem sind Heroes berechtigt den Herochat zu benutzen. Dieser ist für alle Spieler sichtbar und ist blau eingefärbt.
Oft wird während der Olympiade die Taktik des „Feeding“ verwendet, welche darauf basiert, dass ein gesamter Clan seine beste Ausrüstung an einen Spieler verteilt, welcher eine Klasse spielt, die besonders gut in der Olympiade abschneidet. Im späteren Verlauf der Olympiade verliert dieser Spieler dann absichtlich gegen seine Clanmitglieder, damit diese dann von ihm Punkte in der Olympiade zu erhalten.

## Clan
Es ist möglich, innerhalb des Spiels einen Clan zu gründen und sich somit mit Leuten zusammenzuschließen. Mehrere Clans können dann eine Allianz bilden und es ist auch möglich Kriege unter verfeindeten Clans zu führen. Dies ist wichtig um zum Beispiel an Castle-Sieges (Burg-Belagerungen) teilzunehmen. Es gibt ein sogenanntes Clan-Level, welches z. B. durch bestimmte Clan-Quests erhöht werden kann. Das Clan-Level bestimmt dann die maximale Mitgliederzahl sowie zum Beispiel die Möglichkeiten, an Belagerungen teilzunehmen oder eine Allianz zu gründen.

## Ingame-Kommunikation
Innerhalb von Lineage II gibt es mehrere Möglichkeiten der Kommunikation. Die am häufigsten genutzte Variante ist wohl das integrierte Chatsystem, welches in mehrere Channels aufgeteilt ist.
Private Nachrichten werden geflüstert oder in einer Party mit Hilfe des Party-Channels besprochen.
Außerdem kann man mit Leuten, welche man in seiner Freundes-Liste hat, in einem eigenen Chat-Fenster kommunizieren.
Darüber hinaus ist ein spielinternes MSN verfügbar, mit dem man auch mit Leuten außerhalb des Spiels kommunizieren kann.

## Chronicles
Große Updates werden von NCsoft jedes halbe Jahr veröffentlicht und als Chronicle bezeichnet. Mit jedem Chronicle entwickelt sich die Geschichte im Spiel weiter und es kommen neue Inhalte (unter anderem Erweiterungen der Weltkarte) dazu. Während der Entwicklungen an Chronicles 5: Oath of Blood gab es verschiedene Hinweise seitens NCSoft für einen Abbruch der geplanten 12 Chronicles. Im November 2006 kamen dann jedoch erneut Gerüchte auf verschiedenen Foren um eine sechste Chronicle auf, welche sich jedoch als falsch erwiesen haben, da nun offiziell 'Chaotic Throne: Interlude' angekündigt wurde, welches ab April 2007 auf den offiziellen Servern spielbar ist.

### Chronicle 1: Harbingers of War
Das erste Chronicle erschien im Juni 2004 und brachte die Belagerungen von Burgen mit sich. Spieler/Clans können seitdem Besitzer von Burgen werden und Steuern von bis zu 15 % in der Region erheben.

### Chronicle 2: Age of Splendor
Nachdem ein Clan in Chronicle 1 eine Burg erobert hatte, brachte diese eben jenem nicht mehr als Ansehen und Stolz. Nachdem Chronicle 2 am 8. Dezember 2004 veröffentlicht worden war, wurde ein System eingeführt, welchem dem dort regierenden Clan das Land in der Umgebung zuschrieb und ermöglichte Steuern zu erheben. Des Weiteren wurde die Karte um neue Bereiche wie die Stadt „Heine“, die „Devastated Castle“, den „Tower of Insolence“, die „Castle of Innadrill“, das „Aden Coliseum“, „Alligator Island“, die „Fields of Whisper“, „Fields of Silence“ und viele Weitere ergänzt.
Chronicle 3Rise of Darkness

### Chronicle 4: Scions of Destiny
Die Erweiterung fügt Lineage II 800 Megabytes an neuen Inhalten und Features zu. Dazu zählen Rune Township und auch Goddard.
Zudem gibt es seitdem, in der Nähe von Goddard, einen neuen Weltboss, Valakas.
Außerdem wurde dort die Olympiade, das Angelsystem und auch die dritte Klassenwechselquest eingefügt.

### Chronicle 5: Oath of Blood
Oath of Blood erweitert Lineage II um Inhalte. So wurde unter anderem von NCSoft die Map vergrößert. Des Weiteren wurde das maximale Level, das ein Spieler erreichen kann, auf Lvl 80 angehoben.

### The Chaotic Throne: Interlude
Der Name des neuen Kapitels wurde am 12. Oktober 2006 bekannt gegeben. Der Name Lineage 2: The Chaotic Throne verweist auf das Ende der „Chronicle“ und auf eine einhergehende Einführung der „Throne“. Offiziell wurde nun bestätigt, dass der Öffentliche Test Server im März 2007 online geht und
der Client im April auf die offiziellen Server übertragen wird. Interlude ist in Korea bereits seit Dezember 2006 auf den offiziellen Servern spielbar.
Rund 60 neue Fähigkeiten werden hinzugefügt, 51 davon sind für die Level 76+ und 9 davon für die Level 55+ bedacht. Des Weiteren wurden die Funktionsweisen bestimmter Fähigkeiten überarbeitet und verändert.
Features: Interlude wird einige neue Features einführen, wie z. B. die Festungen. Festungen entsprechen den Burgen, sind aber für kleinere Clans gedacht. Außerdem wird ein Duell-System eingeführt, welches spannende „1 on 1“ (Einer gegen Einen) Wettkämpfe sowie Gruppen basierte Kämpfe verspricht, ohne dabei gesammelte Erfahrungspunkte zu verlieren.
Außerdem eine Erweiterung der Karte, Primeval Island (eine Insel bevölkert von Dinosauriern), und eine Vielzahl an neuen Hair Accessories (Masken usw.).

### Chaotic Throne 1: The Kamael
Hauptaugenmerk liegt bei diesem Update auf einer sechsten Rasse, genannt Kamael. Kamael sind in der Lage die drei neu erschienenen Waffengattungen Armbrust, Langschwert und Rapier effektiv einzusetzen. Ferner besitzen sie die passiven Fertigkeiten für Seelenraub und sind in der Lage, die momentane Umgebung für den Kampf zu nutzen, wie auch Fallen zu stellen.

### Chaotic Throne 1.5: Hellbound
Bei diesem Update sind die Icarus-Waffen hinzugekommen. Außerdem wurde das maximale Level für die Main-Class auf 85 erhöht und die Karte wurde erweitert mit einer versteckten Insel namens Hellbound die südlich auf der Karte liegt. Subclasses können jedoch nur Level 80 erreichen. Durch das Erreichen bestimmter Level mit den Subclasses können mit der Mainclass neue Skills erlernt werden.
1. Subclass Level 65 – Eine mögliche Fertigkeit kann erlernt werden: Gewöhnliche Fertigkeit (erhöht Angriff und Verteidigung-Leistung)
2. Subclass Level 70 – Eine mögliche Fertigkeit kann erlernt werden: Gewöhnliche Fertigkeit (erhöht Angriff und Verteidigung-Leistung)
3. Subclass Level 75 – Wähle eine mögliche Fertigkeit: Gewöhnliche Fertigkeit zweiter Stufe (erhöht Angriff-, Verteidigungs-Kraft, physische kritische Treffer Chance und magische Zaubergeschwindigkeit) ODER verschiedene spezielle Fähigkeiten, die sich nach Ihrer Subclass richten
4. Subclass Level 80 – Eine mögliche Fertigkeit kann erlernt werden: Transformations-Fähigkeit, die sich nach Ihrer Subclass richtet

### The Chaotic Throne 2
Diese Erweiterung wurde in 3 kleinere Erweiterungen aufgeteilt, da sie sonst zu umfassend gewesen wäre.

#### Gracia Part 1
Die wohl wichtigste Änderung, die mit The Chaotic Throne – Gracia Part 1 eingeführt wurde, ist das sogenannte Vitality System. Mit dessen Hilfe wird es gerade für neue Spieler einfacher gemacht, die höheren Level zu erreichen. Hiermit möchten die Entwickler der in den MMORPG-Kreisen kursierenden Nachrede entgegenwirken, dass das Spiel schnell langweilig werde, da das Erreichen der höheren Level viel zu lange dauere.
Des Weiteren wurden mit Gracia für einige Klassen neue Transform-Skills eingeführt. Dadurch haben auch die Klassen, die eigentlich nur zum passiven Spielen geeignet waren, nun die Möglichkeit, auch aktiv am Spielgeschehen teilzunehmen.

#### Gracia Part 2
Mit dem Update Gracia Part 2 wurden einige Neuerungen eingeführt. So wurden neue Gebiete erstellt, diese sind: Kamaloka – Labrynth of the Abyss. Dies ist ein instanzierter Kampfplatz, der nur einmal pro Tag von jedem Spieler betreten werden kann. Eine weitere neue Instanz ist Pailaka. Diese Instanz teilt sich in drei verschiedene Abschnitte auf, die mit verschiedenen Levelstufen betreten werden können. Pailaka – Forgotten Temple 36-42, Pailaka – Devil’s Isle 61-67, Pailaka – Varka Silenos 73-77. Das letzte neu eingeführte Gebiet trägt den Namen Kratei’s Cube und ist ein offenes PvP Gebiet. Man kann mit dem Erreichen des Levels 70 eintreten und gegen Spieler antreten, die maximal fünf Level höher sind als man selbst. In den jeweiligen Gebieten gibt es auch einige neue Questreihen. Außerdem wurde das Enchantsystem intuitiver gestaltet und Rüstungen ab dem Enchantniveau +5 besitzen nun einen HP-Bonus. Die letzte erwähnenswerte Neuerung ist ein simples Minispiel, welches in das Hauptspiel integriert wurde um Spielern in Wartezeiten zu beschäftigen.
Gracia Final
Gracia Epilogue
Freya
High Five
Goddess of Destruction

## Der Avatar
Spieler können bis zu sieben Spielfiguren pro Account erstellen. Indem die Spielfiguren Monster und andere Gegnerfiguren töten, bekommen sie Erfahrungspunkte, mit welchen sie ihren Charakter weiterentwickeln können. Dies betrifft sowohl figurenspezifische Fertigkeiten (Skills) als auch das Level.
Der Spieler kann sich bei der Charaktererstellung eine von sechs Rassen auswählen (Mensch, Zwerg, Elf, Dunkelelf, Orc, Kamael), was Auswirkungen auf sein Spiel hat. Des Weiteren gibt es pro Rasse die Auswahl zwischen Magiern und Kämpfern. Eine Ausnahme bilden die Zwerge und die Kamael: Bei den Kamaels gibt es nur Kämpfer (Diese haben aber auch spezielle Magierattacken, Buffs und Skills, ist also eine Rasse, die beides beherrscht), die Zwerge werden nach Sammler und Schmied unterschieden.

## Freeshards
In der zweiten Hälfte von 2004 wurde der Code der offiziellen Lineage-II-Server illegal weiterverbreitet, so dass Spieler nun kostenlos auf so genannten Freeshards spielen konnten, indem sie bestimmte Dateien des Windows-Systems und von der Lineage-II-Installation veränderten oder austauschten. Diese L2 Server werden als L2Off Server bezeichnet, da sie mit von den vom offiziellen Server gestohlener Software betrieben werden. Jedoch begeben die Spieler sich damit in eine rechtliche Grauzone, da dieses Vorgehen einen Verstoß gegen die EULA darstellt. Bis heute sind jedoch keine nennenswerten rechtlichen Sanktionen gegen Spieler bekannt.
- Am 17. November 2006 wurde einer der größten Lineage-II-Freeshards „L2Extreme“ vom FBI geschlossen.
- Am 20. November 2006, veröffentlichte NCSoft eine offizielle Pressemitteilung, aus der die Beteiligung am FBI Unternehmen hervorgeht, und die das Vorgehen bekräftigt. Des Weiteren wurde diese Meldung auf der offiziellen Seite von Lineage 2 veröffentlicht.
- Am 21. November 2006, sandte NCSoft vielfach Unterlassungs-Warnungen an private Server aus, die ihren Source-Code illegalerweise benutzen.

Es existieren mehrere Emulationen des Lineage-II-Servers, die ohne gestohlenen Code auskommen. Jedoch müssen bei manchen von ihnen Veränderungen am Client vorgenommen werden, wodurch wiederum ein Verstoß gegen die Nutzungsbedingungen entsteht. Doch auch Betreiber dieser Server machen sich einer Urheberrechtsverletzung schuldig und damit strafbar.

## Botting
Wie bei anderen MMORPGs auch, gibt es für Lineage II diverse externe Programme, die entweder den Spieler unterstützen oder sogar für ihn spielen. Solche Programme sind auf den offiziellen Servern verboten und es werden regelmäßig Spieler, welche Bots benutzen, gebannt. Eines der bekanntesten Bot-Programme ist L2Walker. Dieser ist in einer „Ingame“- sowie in einer „Outgame“-Version zu finden. In der Outgame Version ist es dann nicht einmal notwendig einen Lineage-2-Client zu besitzen. Der Bot unterstützt alle erdenklichen Features des Spiels. Dazu zählt zum Beispiel eine Option zum automatischen Angeln sowie zum automatische Schmieden von Gegenständen.